# 陈凤祥碉楼
28°14′01″N 121°17′48″E / 28.23372°N 121.29671°E
陈凤祥碉楼是一座位于中华人民共和国浙江省玉环市（县级市，由台州市代管）的碉楼，坐落在该市的楚门镇三联村小塘自然村，属于文物保护单位玉环碉楼群之一。这座碉楼是当地开明绅士陈凤祥为防御土匪而建造的。

## 历史背景
玉环地处海岛，地理位置偏僻。明朝至清朝，因倭寇扰边，玉环全境陆续被迁弃；后于1728年建置玉环厅，玉环始有独立建制。玉环厅首任同知为张坦熊，他招来邻近各县居民、游民五万余人，垦地六七万亩。经过两百年的发展，玉环农村地区出现贫富差距。在冷兵器年代终结后，火器的使用逐渐广泛，盗匪对子弹等的使用对民众特别是富绅生命造成更大的威胁。民国年代，沿海匪患猖獗，民众尤其是富绅出于自卫，纷纷修建了碉楼这种堡垒式的建筑物。这座碉楼是当地开明绅士陈凤祥为防御土匪而建造的，建于民国廿九年（1940年）。

## 建筑结构
该碉楼坐北朝南，南偏东20度。占地面积为62.37平方米。为石木结构，共三层，每层高约7米，下宽上收，原以木楼梯连接各层。为石、木结构， 外部墙体用毛石垒砌而成，墙宽为0.9米，厚实坚固。碉楼样式中西结合，融合了欧洲哥特式建筑风格。墙体上开有灰塑精美的拱券形窗户，上方嵌有葵花图案等木雕，木雕上饰有皇冠形的图纹。墙面分布有多个射击孔及用于向下射击的外凸建筑体。底平面为8.1×7.7米的近似正方形，小青瓦四坡顶，墙体下宽上敛，每面墙体从二层到三层每层都开有一排两个窗户，每面墙第三层的中间位置都建有外凸的鼻子浩型。

## 现状
1949年解放军占领玉环后，该碉楼被没收充公，成为政府办公及生活场所，后被闲置至今。至2011年时，碉楼外部轮廓保存良好，但内部木楼板、楼梯等楼层设施损毁失修。2011年1月7日，包含陈凤祥碉楼的玉环碉楼群，被浙江省人民政府公布为第六批浙江省文物保护单位。